# Blechnum repens
Blechnum repens är en kambräkenväxtart som beskrevs av M. Kessler och A. R. Sm. Blechnum repens ingår i släktet Blechnum och familjen Blechnaceae. Inga underarter finns listade.